# Vozes (livro)
Vozes (em inglês: Voices; em islandês: Röddin) é um romance policial do escritor islandês Arnaldur Indriðason, publicado pela primeira vez em 2002. É mais um livro da série com o detetive Erlendur.

## Prêmios
- 2007 - Grand Prix de Littérature Policière[1]

- 2007 - Trophée 813[1][2]